# La Tour de Gueldre
Le château de la Tour de Gueldre (ou Gelderse Toren en néerl.) est une grande tour ronde et est situé à Spankeren (municipalité de Rheden) sur l'IJssel gueldroise dans la province néerlandaise de Gueldre aux Pays-Bas. Il est situé dans les plaines inondables de l'IJssel. La plus ancienne mention den toirn te Spanckereren (la tour de Spankeren) date de 1535.
La Tour de Gueldre est un monument national depuis 1970  et depuis 2001, il fait partie du domaine historique «De Geldersche Toren», qui comprend également la remise, l'orangerie, certains bâtiments de service, les écluses d'admission et le parc.

## Histoire du bâtiment
Le premier édifice date d'avant 1179 et on ne sait pas à quoi il ressemblait. Les fondations de la tour actuelle datent du XIIIe siècle. En 1535, la tour a été en grande partie démolie et une nouvelle a été construite dessus. Elle était devenue si délabrée en 1868, il fut décidé de démolir l'ancienne tour jusqu'au premier étage et de construire une nouvelle partie sur les vestiges de style néo-gothique de cette époque. L'architecte qui conduisit ces travaux se nomme Jan Brink Evers. Les murs extérieurs étaient enduits de gris pour ne pas pouvoir voir la différence entre les pierres. Aujourd'hui, il conserve toujours cet aspect et il est clairement visible, en hiver, depuis la route provinciale N348 d'Arnhem à Zutphen, lorsque les arbres sont nus de leurs feuilles.

## Les propriétaires
Il appartenait traditionnellement aux comtes de Zutphen, par lequel le mariage de l'héritière Ermgard avec le comte Gerhard II de Gueldre, cette propriété appartenait également aux fameux comtes de Gueldre (qui deviendront plus tard ducs de Gueldre). C'est le duc Charles de Gueldre qui ordonna la démolition des premier et deuxième étages en 1535 et la reconstruction de la tour qui ainsi fut rendue habitable. Les ducs ne vivaient pourtant pas en ce lieu. Pour voir un descendant de sa lignée y vivre, Charles de Gueldre a donné la tour en 1538 à son fils bâtard Charles dit Le jeune (ou de Jonge) bâtard de Gueldre (vers 1515-1576). La même année celui-ci devint seigneur de Spankeren et de Geldersweert (nl), et épouse Fenne van Brockhuysen († 1592/1598), le 4 mai 1538.
Leur fils, appelé Charles de Gueldre le plus jeune (vers 1540 - 1601), le donna à sa fille Catharina mariée à Herman van Delen († 1624). Leur propre fils Karel le vendit à Wilt van Broeckhuysen (1589-1673). Son fils Wilt Jan (1631-1708) était marié à Geertruida Freda van Nagell et le bâtiment est ensuite allé à leur fille Fenna Helena Aleida van Broeckhuysen, qui en 1707, en tant que veuve de Henrik vom Zee se mariât avec Gerrit Jan van Rhemen tot Rhemenshuizen ( -1748) était mariée.
Il est parvenu à leur petit-fils Wilt Gerrit Johan (1757-1827) par l'intermédiaire de leur fils Gerrit Jan (1713-1787). Son petit-fils, Frederik August baron van Rhemen tot Rhemenshuizen (1808-1863) mourut célibataire en 1863 et l'avait déjà légalement transféré à son neveu Alexander baron van Rhemen tot Rhemenshuizen (1839-1877), qui fit démolir et reconstruire partiellement la l'édifice délabré en 1868. Il mourut en 1877 et après la mort de sa femme (CC van Leembruggen) en 1921, il fut vendu à JS Wurfbain et plus tard, il parvient à son fils M. J.G. Wurfbain. Par la suite, en 1979, le château et les terres furent vendus à l'antiquaire et amoureux des châteaux H.B.M Ruyten, qui fit restaurer l'ensemble. Aujourd'hui, la tour est habitée par son fils R.H.P.A Ruyten.

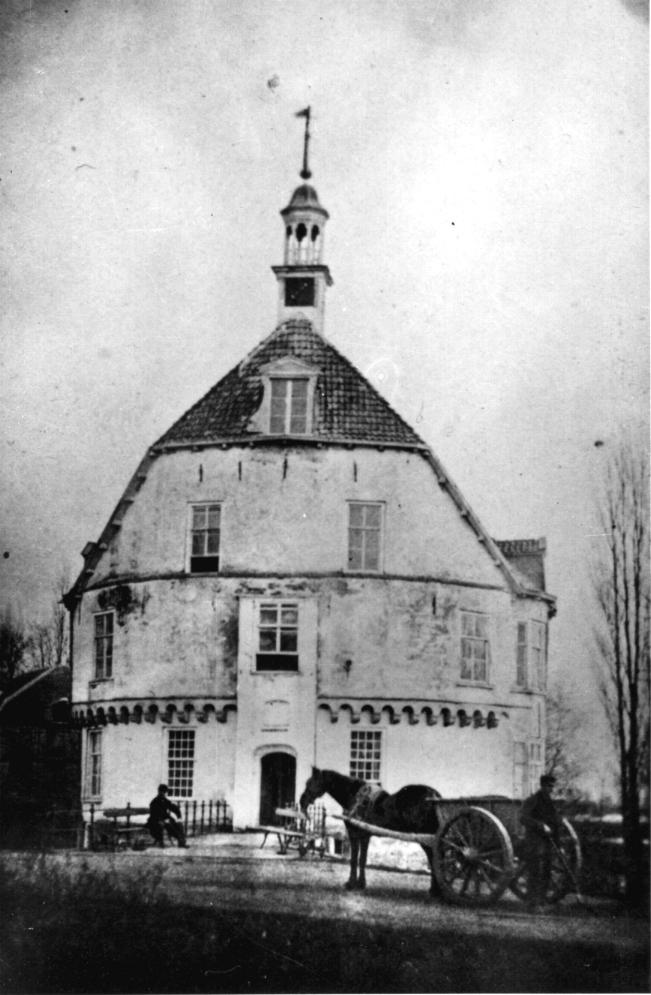
Château de la Tour de Gueldre avant la rénovation de 1868
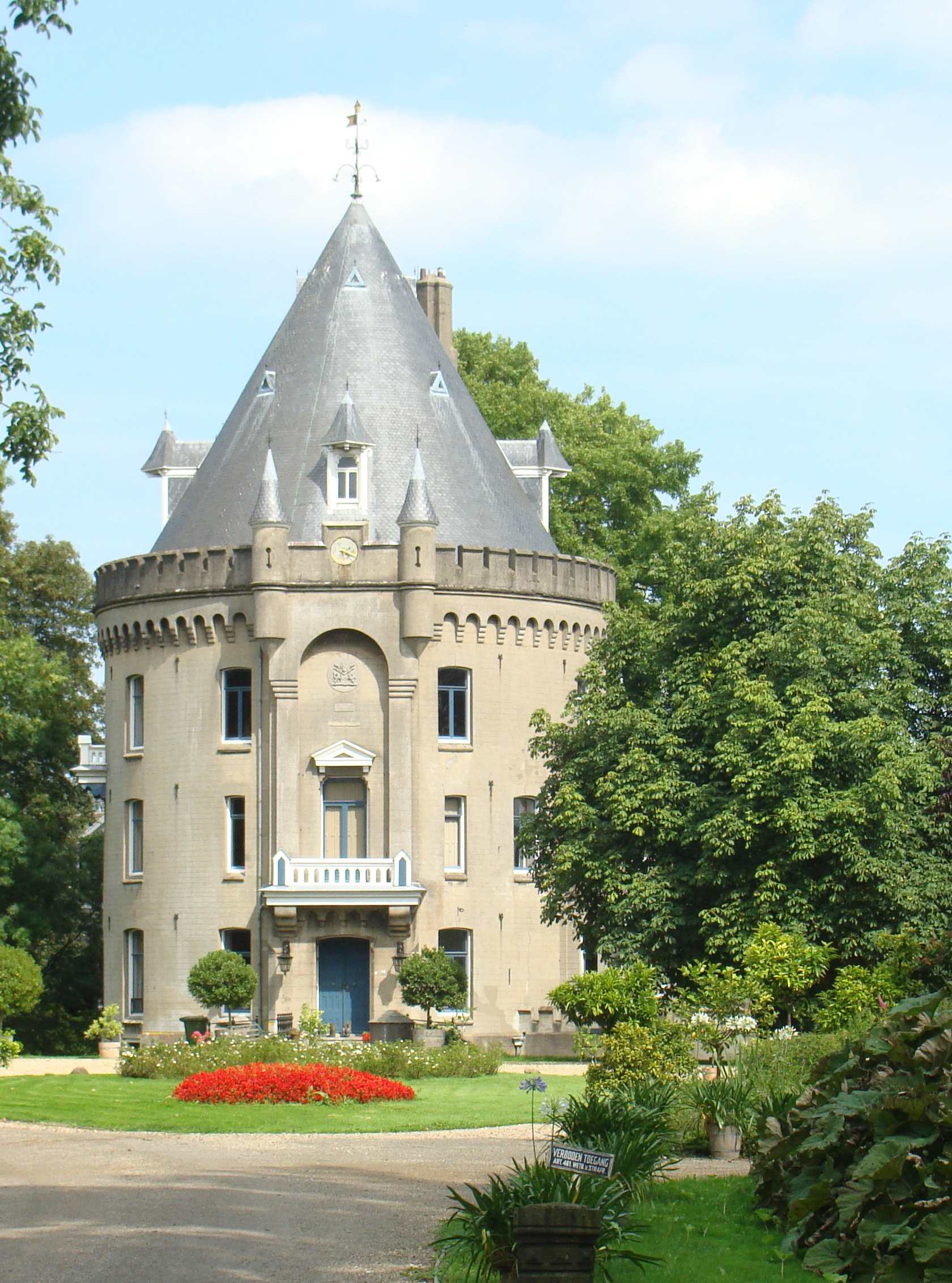
La Tour de Gueldre en 2011
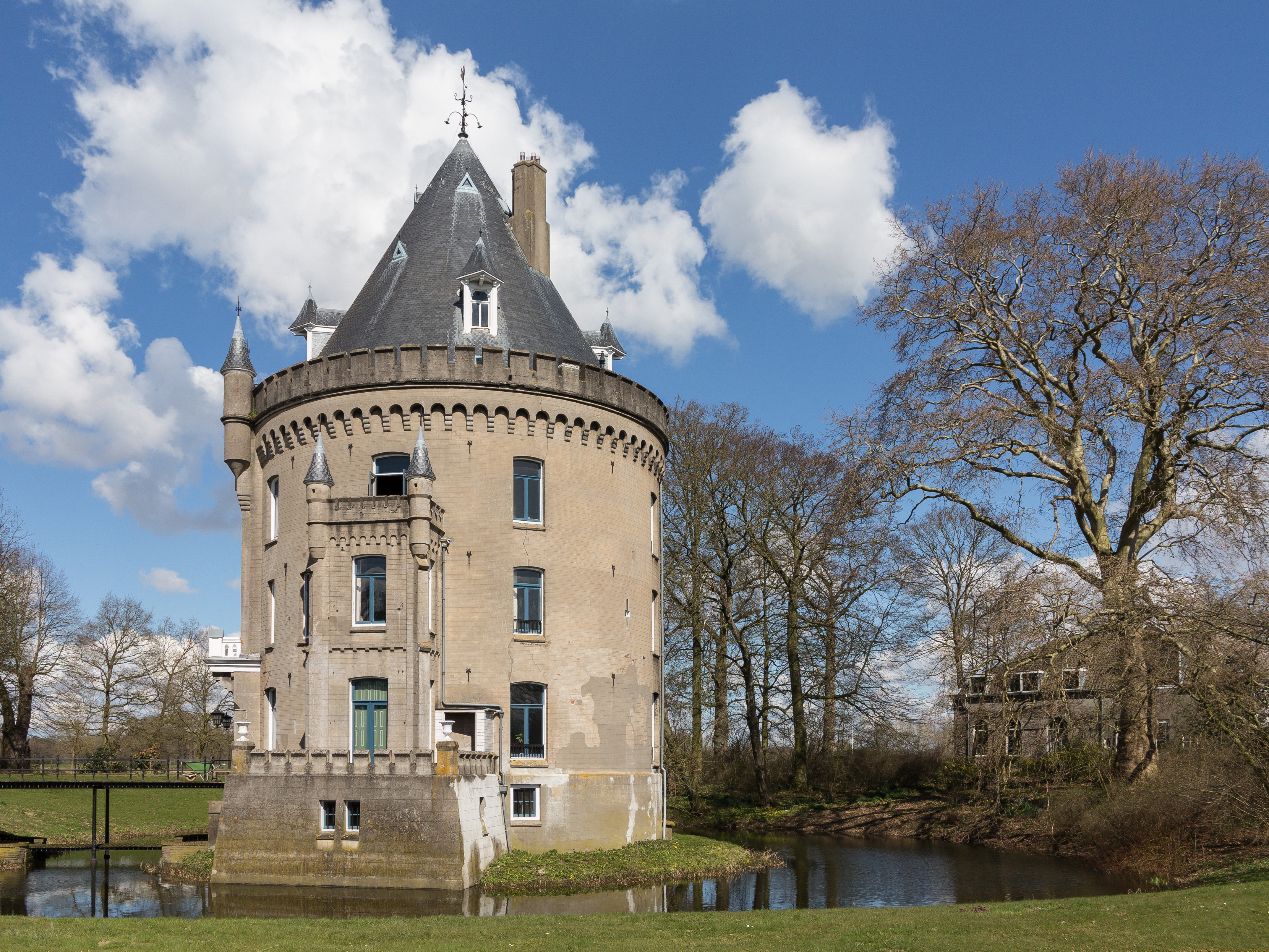
La Tour de Gueldre en 2015

## Sources
- (nl) Hermans, Taco (2015) Woontorens in Nederland p. 84-85 (NKS Wijk bij Duurstede)
- (nl) Storms-Smeets, Elyze (2013) 'Gederse Toren' in: Kastelen in Gelderland p. 426-429 (Matrijs Utrecht)
- (nl) Nederland's Adelsboek 91 (2004-2005), p. 295-308 (Van Rhemen).